# 부다페스트 남역

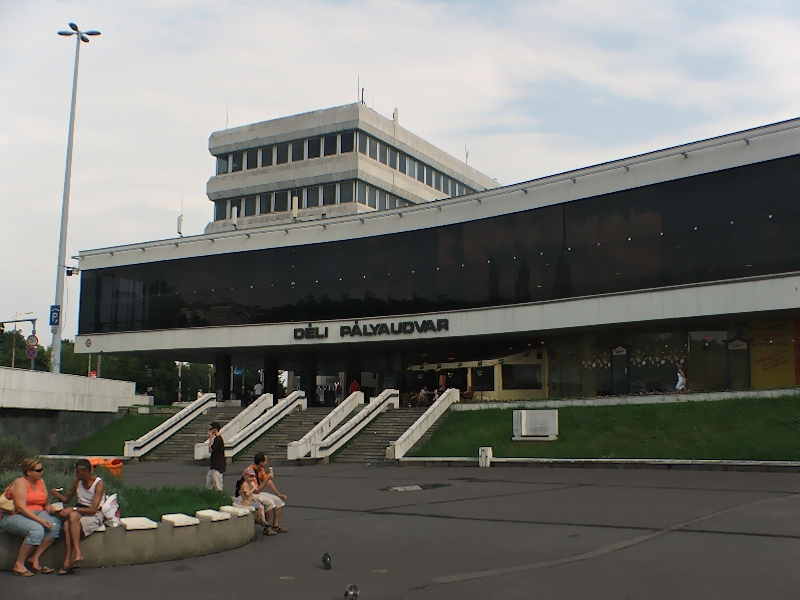
부다페스트 델리역 입구

부다페스트 델리역(헝가리어: Budapest Déli pályaudvar)은 헝가리의 수도 부다페스트 1구(부다 측)에 있는 종착 철도역이다. 역의 이름은 헝가리어로 부다페스트 남역을 의미한다. 부다페스트 시내에 있는 부다페스트 켈레티역(동역)·부다페스트 뉴거티역(서역)에 이어 세번째의 규모를 가진 큰 역이다. 남역에서는 주로 벌러톤호 방면 등 헝가리 남부의 도시로 향하는 국내 열차가 발착한다. 동역으로 국제열차의 발착이 이관되기 이전에는 자그레브 방면으로 향하는 열차도 발착했었다.
이 역은 오스트리아 남부철도(Südbahn)의 종착역으로서 1861년에 개업하였다. 1960년대부터 1970년대 중반에 걸쳐 역사의 근대화가 시행되었다. 동역과는 부다페스트 지하철 2호선으로 연결된다.